# سرنوشت+ (فضاپیما)
سرنوشت+ (به انگلیسی: DESTINY+) (نمایش و آزمایش فناوری فضایی برای سفر بین سیاره‌ای با گذر کناری از فایتون و دانش غبار) ماموریتی برنامه‌ریزی‌شده برای پرواز کناری از جسم مادر بارش شهابی جوزایی یعنی فایتون ۳۲۰۰ و همچنین اجرام مختلف کوچکی است که از این «دنباله‌دار سنگی» سرچشمه می‌گیرند. این فضاپیما توسط آژانس فضایی ژاپن JAXA در حال توسعه است و فناوری های پیشرفته‌ای را برای اکتشافات ژرفای فضا در آینده به نمایش می‌گذارد. براساس آنچه در سال ۲۰۲۰ اعلام شده، سرنوشت+ قرار است در سال ۲۰۲۴ پرتاب شود.

## لینکهای خارجی
- سایت رسمی پروژه (به ژاپنی)